# ادستو
ادستو (انگلیسی: Adesto) شرکت الکترونیک آمریکایی است، که در سال ۲۰۰۶ تأسیس شد.